# Aeroportul Sunriver
Aeroportul Sunriver (IATA: SUO, FAA LID: S21) este un aeroport din Oregon, Statele Unite ale Americii ce deservește zona Sunriver⁠(d). Aeroportul a fost tranzitat în 2019 de 8 pasageri. A fost numit după zona deservită.
Situat la o altitudine de 1.269 m, aeroportul dispune de 1 pistă.

## Infrastructură

### Piste
Aeroportul dispune de o singură pistă. Pista 18/36 are suprafața de asfalt și dimensiunile 5.461 picioare × 75 picioare. 